# Motley (Virginia)
Motley es un lugar designado por el censo situado en el condado de Pittsylvania, Virginia  (Estados Unidos). Según el censo de 2010 tenía una población de 1.015 habitantes.

## Demografía
Según el censo de 2010, Motley tenía una población en la que el 72,3% eran blancos; el 25,7% afroamericanos; el 0,2% eran indios americanos y nativos de Alaska; el 0,2% eran asiáticos; el 0,0% hawaianos y otros isleños del Pacífico; el 0,1% de otra raza, y el 1,5% a partir de dos o más razas. El 0,4% del total de la población eran hispanos o latinos de cualquier raza.